# Circuito Montañés 2009
La edición de 2009 fue la número 34 en la historia del Circuito Montañés.

## Etapas
| Etapa | Fecha       | Recorrido                      | km    | Ganador           | Líder              |
| 1ª    | 10 de junio | Santander-Maliaño              | 172,  | Michel Kreder     | Michel Kreder      |
| 2ª    | 11 de junio | Santoña-Ramales de la Victoria | 175,5 | Alexander Mironov | Jean-Marc Marino   |
| 3ª    | 12 de junio | Miengo-El Astillero            | 178,1 | Jimmy Engoulvent  | Jean-Marc Marino   |
| 4ª    | 13 de junio | Solares-Fuente del Chivo       | 145,7 | José Belda        | Rafael Valls       |
| 5ª    | 14 de junio | Polanco-Torrelavega            | 173,3 | David Gutiérrez   | Rafael Valls       |
| 6ª    | 15 de junio | Torrelavega-Santo Toribio      | 143,6 | Sergio Pardilla   | Tejay van Garderen |
| 7ª    | 16 de junio | Potes-Santander                | 152   | Óscar Grau        | Tejay van Garderen |

## Clasificación final

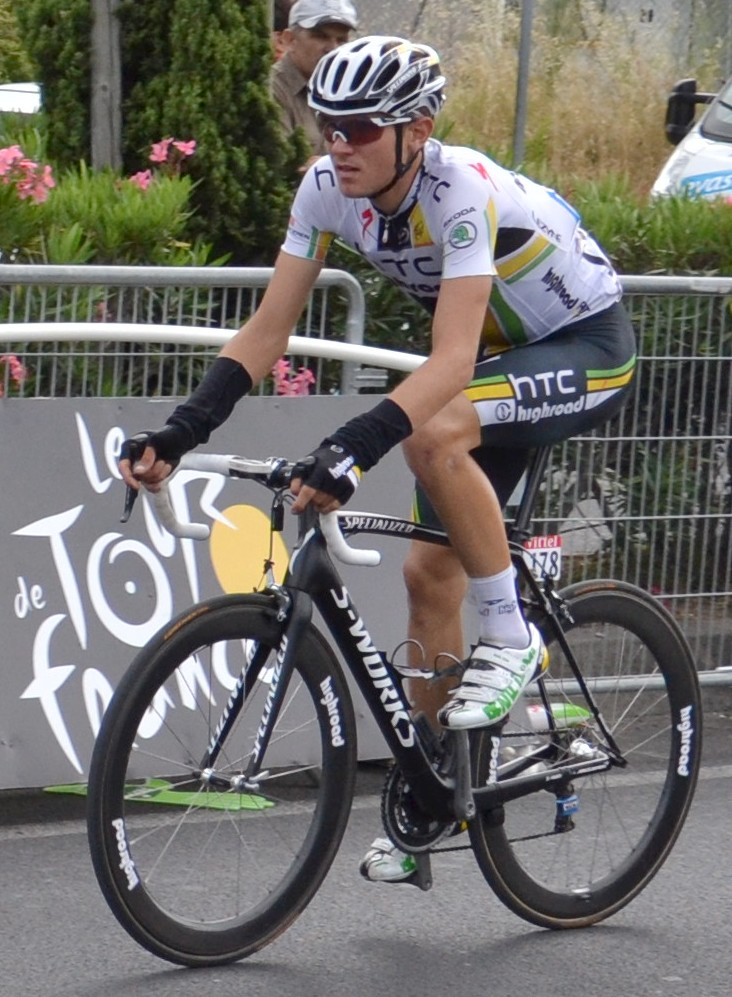
Tejay van Garderen, ganador del Circuito Montañés 2009.

| \| 1. \| Tejay van Garderen \| Estados Unidos \| Rabobank \| 29h 22' 39" \| \| 2. \| Jonathan Castroviejo \| España \| Orbea Continental \| + 35" \| \| 3. \| Sergio Pardilla \| España \| Carmiooro-A Style \| + 1' 01" \| \| 4. \| Rafael Valls \| España \| Burgos Monumental-Castilla y León \| + 1' 34" \| \| 5. \| Rafael Rodríguez Segarra \| España \| Supermercados Froiz \| + 1' 43" \| \| 6. \| Ghader Mizbani \| Irán \| Tabriz Petrochemical \| +1' 58" \| \| 7. \| Carlos Oyarzún \| Chile \| Supermercados Froiz \| + 2' 23" \| \| 8. \| Michel Kreder \| Países Bajos \| Rabobank Continental Team \| + 2' 36" \| \| 9. \| Ángel Vallejo \| España \| Andorra-Grandvalira \| + 2' 42" \| \| 10. \| Yannick Talabardon \| Francia \| Besson Chaussures-Sojasun \| + 2' 49" \| \| 140 participantes, 106 clasificados \| \| \| \| \| |                          |                |                                   |             |
| 1. | Tejay van Garderen       | Estados Unidos | Rabobank                          | 29h 22' 39" |
| 2. | Jonathan Castroviejo     | España         | Orbea Continental                 | + 35"       |
| 3. | Sergio Pardilla          | España         | Carmiooro-A Style                 | + 1' 01"    |
| 4. | Rafael Valls             | España         | Burgos Monumental-Castilla y León | + 1' 34"    |
| 5. | Rafael Rodríguez Segarra | España         | Supermercados Froiz               | + 1' 43"    |
| 6. | Ghader Mizbani           | Irán           | Tabriz Petrochemical              | +1' 58"     |
| 7. | Carlos Oyarzún           | Chile          | Supermercados Froiz               | + 2' 23"    |
| 8. | Michel Kreder            | Países Bajos   | Rabobank Continental Team         | + 2' 36"    |
| 9. | Ángel Vallejo            | España         | Andorra-Grandvalira               | + 2' 42"    |
| 10. | Yannick Talabardon       | Francia        | Besson Chaussures-Sojasun         | + 2' 49"    |
| 140 participantes, 106 clasificados |                          |                |                                   |             |

## Evolución de las clasificaciones
| Etapa (Ganador)              | Clasificación general | Clasificación de la regularidad | Clasificación de la montaña | Clasificación de las metas volantes | Mejor sub-23       | Mejor cántabro       | Clasificación por equipos |
| ---------------------------- | --------------------- | ------------------------------- | --------------------------- | ----------------------------------- | ------------------ | -------------------- | ------------------------- |
| Etapa 1ª (Michel Kreder)     | Michel Kreder         | Michel Kreder                   | Rafael Rodríguez Segarra    | Raúl Alarcón                        | Michel Kreder      | Aarón Peña           | Rabobank Continental      |
| Etapa 2ª (Alexander Mironov) | Jean-Marc Marino      | Michel Kreder                   | Carlos Oyarzún              | Raúl Alarcón                        | Michel Kreder      | Juan Luis Negueruela | Rabobank Continental      |
| Etapa 3ª (Jimmy Engoulvent)  | Jean-Marc Marino      | Jorge Martín Montenegro         | Carlos Oyarzún              | Raúl Alarcón                        | Michel Kreder      | Aarón Peña           | Rabobank Continental      |
| Etapa 4ª (José Belda)        | Rafael Valls          | Rafael Rodríguez Segarra        | Diego Gallego               | Raúl Alarcón                        | Rafael Valls       | Juan Luis Negueruela | Rabobank Continental      |
| Etapa 5ª (David Gutiérrez)   | Rafael Valls          | Jorge Martín Montenegro         | Thomas Rabou                | Thomas Rabou                        | Rafael Valls       | David Gutiérrez      | CCN-Valencia Terra i Mar  |
| Etapa 6ª (Sergio Pardilla)   | Tejay van Garderen    | Rafael Rodríguez Segarra        | Diego Gallego               | Thomas Rabou                        | Tejay van Garderen | Eloy Carral          | Orbea Continental         |
| Etapa 7 (Óscar Grau)         | Tejay van Garderen    | Rafael Rodríguez Segarra        | Diego Gallego               | Thomas Rabou                        | Tejay van Garderen | Eloy Carral          | Orbea Continental         |